# Vilho Tuulos

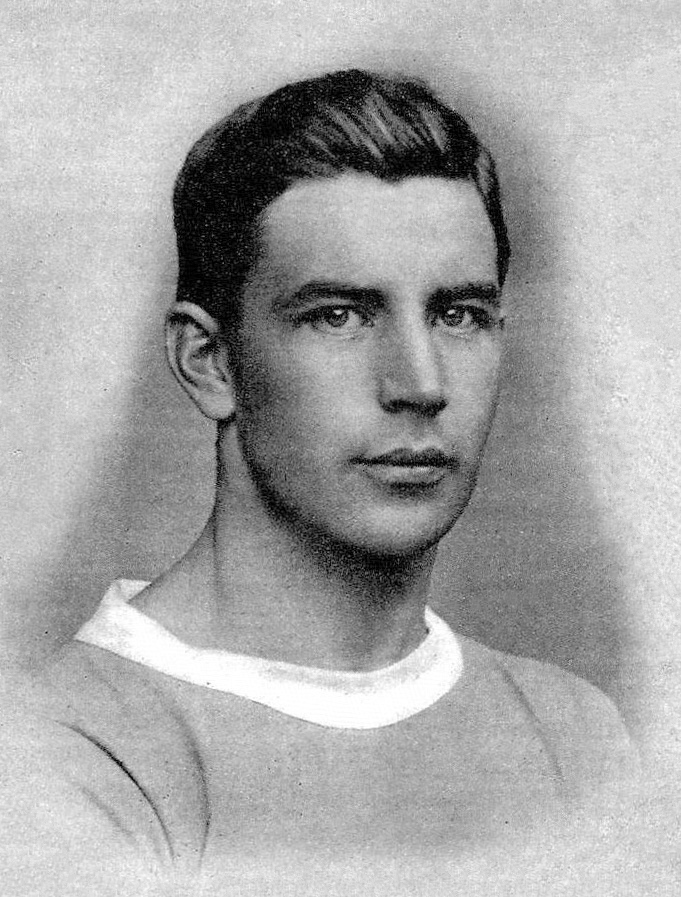
Vilho Tuulos 1920

Vilho Tuulos (Vilho Immanuel Tuulos; * 26. März 1895 in Tampere; † 2. September 1967 ebenda) war ein  finnischer Leichtathlet.
Am 20. Juli 1919 stellte er in Tampere mit 15,30 Meter einen Europarekord im Dreisprung auf, und am 6. Juli 1923 steigerte er ihn in Borås auf 15,48 Meter. Dieser Rekord wurde erst 1939 vom Norweger Kaare Strøm um einen Zentimeter übertroffen.
Bei den Olympischen Spielen 1920 in Antwerpen gewann Tuulos den Wettbewerb im Dreisprung mit 14,50 Meter. Er hatte einen Vorsprung von zwei Zentimetern auf den Schweden Folke Jansson. Bei den Olympischen Spielen 1924 in Paris wurde Tuulos mit 7,07 Meter Vierter im Weitsprung. Im Dreisprung gewann er mit 15,37 Meter Bronze. 
Vier Jahre später bei den Olympischen Spielen 1928 in Amsterdam gewann er mit 15,11 Meter erneut Bronze im Dreisprung. Im Weitsprung verpasste er mit 7,11 Meter als Elfter der Qualifikation das Finale. Kurioserweise sprangen in dieser Qualifikation drei Olympiasieger 7,11 Meter – neben Tuulos auch der Dreisprungsieger von 1928 Mikio Oda und der Weitsprungsieger von 1924 DeHart Hubbard.
Vilho Tuulos war 1,83 m groß und wog in seiner aktiven Zeit 77 kg.